# Kanton Sierentz
Het kanton Sierentz, tot 1951 nog het kanton Landser, is een voormalig kanton van het Franse departement Haut-Rhin. Het kanton maakte deel uit van het arrondissement Mulhouse tot het op 22 maart 2015 werd opgeheven. Hierop werden de gemeenten opgehnomen in het op diezelfde dag gevormde kanton Brunstatt.

## Gemeenten
Het kanton Sierentz omvatte de volgende gemeenten:
- Bartenheim
- Brinckheim
- Dietwiller
- Geispitzen
- Helfrantzkirch
- Kappelen
- Kembs
- Kœtzingue
- Landser
- Magstatt-le-Bas
- Magstatt-le-Haut
- Rantzwiller
- Schlierbach
- Sierentz (hoofdplaats)
- Steinbrunn-le-Bas
- Steinbrunn-le-Haut
- Stetten
- Uffheim
- Wahlbach
- Waltenheim
- Zaessingue